# 2018年平昌オリンピックの南北合同チーム選手団
2018年平昌オリンピックの南北合同チーム選手団（2018ねんピョンチャンオリンピックのなんぼくごうどうチームせんしゅだん）は、2018年2月9日から25日まで大韓民国江原道平昌で開催された2018年平昌オリンピックの韓国と北朝鮮による女子アイスホッケー南北合同チームの選手団、およびその競技結果。

## 概要
北朝鮮は、核開発問題やミサイル発射実験によって国際的に孤立し、2018年平昌オリンピック不参加も示唆していたが、開催直前の2018年1月9日、2018年平昌オリンピック参加を表明した。同月17日には韓国と実務協議を行い、開会式で統一旗を掲げての韓国と北朝鮮の合同入場行進や、アイスホッケーでの南北合同チームの結成を合意し、同月20日に国際オリンピック委員会に承認された。
南北がオリンピックで「単一チーム」として出場する場合は、どちらか一方に有利な用語は使えないため、北朝鮮は「高麗」(Koryo)を、南側は「ハンナラ（一つの国）」という名称を提案したが、1991年の第41回世界卓球選手権から2007年アジア冬季競技大会での共同入場まで、国際大会でこれといった異論なく使われてきたことから南北に共に意味する名称は、韓国 (Republic of Korea) と北朝鮮 (Democratic People's Republic of Korea) の英称にいずれも含まれている「コリア（KOREA、코리아）」に決まった。
しかし、IOCコードの場合、韓国は「KOR」を使う一方、北朝鮮は「PRK」を使うため、中立的な別の名称が必要であることから国際オリンピック委員会（IOC）はIOC言語であるフランス語で「コリア（朝鮮）」を意味する「Corée」を元に「COR」を採用した。なお、南側が「COR」という名称を使ったのは初めてではなく、1960年ローマ五輪の際も、主催国のイタリアの表記に沿って「COR」を略称に使用した。1972年のミュンヘン五輪を控え、当初「KOR」だった南側の略称について、北側が「唯一の『Korea』に見える恐れがある」と反発し、急遽「COR」に変わったこともあった。
日本語では主に「南北合同チーム」、「南北合同チーム『コリア』」、あるいは単に「コリア」とメディアで称されている。

## アイスホッケー
- 女子

試合結果
| チーム         | 試合             | グループリーグ | グループリーグ   | グループリーグ | グループリーグ | 5-8位決定戦 | 7位決定戦        | 7位決定戦 |
| チーム         | 試合             | 対戦国 得点    | 対戦国 得点      | 対戦国 得点    | 順位           | 対戦国 得点 | 対戦国 得点      | 順位      |
| -------------- | ---------------- | -------------- | ---------------- | -------------- | -------------- | ----------- | ---------------- | --------- |
| 南北合同チーム | 女子トーナメント | スイス 0–8     | スウェーデン 0–8 | 日本 1–4       | 4              | スイス 0–2  | スウェーデン 1–6 | 8         |